# Wrong Planet
Wrong Planet (ponekad se naziva prema svom URL-u, WrongPlanet.net) - virtualna zajednica za osobe s autizmom i Aspergerovim sindromom. Mrežno mjesto su otvorili 2004. Dan Grover i Alex Plank, te uključuje sobe za razgovor, veliki forum, dio za izlaske, te članke o tome kako se nositi sa svakodnevnim problemima. U podnožju mrežnog mjesta navedeno je da organizaciju vodi Alex Plank, te da je doseglo broj od 60 000 tisuća registriranih korisnika od svog osnivanja.

## Povijest
Wrong Planet je počeo rasti nakon posta na mrežnom mjestu Slashdot, u kojem se opisuje intervju s Bramom Cohenom, američkim programerom; uspjeh intervjua je doveo do niza drugih intervjua s ostalim istaknutim osobama iz autistične zajednice kao što su Temple Grandin, Jerry Newport (američki pisac prema čijem je životu snimljen film Mozart and the Whale s Joshom Hartnettom i Radhom Mitchell), filmski producent Joey Travolta (brat Johna Travolte), natjecateljica emisije America's Next Top Model Heather Kuzmich, koja je često govorila o svom sindromu tijekom 9. sezone emisije.  
O Wrong Planetu se pisalo u većim američkim medijima.
Laboratorij za medije MIT-a opisao je Wrong Planet na kolegiju "Techno-Identity" (MAS.961) 2006., a također se nalazi u silabusu kolegija UCLA-e: "Autism and Asperger Syndrome in the Media: Through the eyes of individuals with Autism" (Education 88S). Wrong Planet se pojavljuje u specijalnim obrazovnim kurikulumima mnogih sveučilišta u SAD-u. Različita sveučilišta, kao što su Virginijsko sveučilište i Sveučilište "George Mason", koriste udžbenik u kojem je jedna stranica posvećena Wrong Planetu i njegovom osnivaču kao uvod u specijalne obrazovne programe.
Godine 2008. Wrong Planet se uključio u samozastupanje autističnih osoba s ciljem da promiče prava autističnih osoba koje žive u SAD-u. Predstavnici organizacije su dali izjavu pred Zajedničkim odborom za autizam Nacionalnog instituta za mentalno zdravlje.
Wrong Planet je 2010. stvorio televizijsku emisiju o autizmu "Autism Talk TV". Jedan je od sponzora te internetske serije Autism Speaks, najveća organizacija za zastupanje autističnih osoba. Voditelji emisije su Alex Plank i Jack Robison, sin autora memoara Johna Eldera Robisona.

## Incidenti
Devetnaestogodišnji korisnik William Freund je 2005. ubio dvoje ljudi i sebe u Aliso Vieju, Kalifornija. Freund je pisao postove na drugim forumima, uključujući Something Awful.
Godine 2007. je čovjek, koji je bio optužen da je ubio svog liječnika, navodno ostavio post na forumu dok je bježao od policije. O događaju na Wrong Planetu je pisao magazin Dateline NBC.